# Оксапрозин
Оксапрозин (англ. Oxaprozin) — нестероидный противовоспалительный препарат (НПВП), по химическому составу относится к производным пропионовой кислоты. Известен под названием «Валикс». Обладает противовоспалительным, обезболивающим и жаропонижающим действием. Используется для снятия воспаления, отёка, скованности и боли в суставах, связанных с остеоартритом и ревматоидным артритом. Препарат был запатентован в 1967 году и разрешен к применению в 1983 году.

## Основная информация
Оксапрозин был разработан и запатентован американской лабораторией Wyeth-Ayerst. Патент был подан 6 ноября 1967 года, опубликован — 11 мая 1971 года. После подачи заявки на патент, первое описание оксапрозина, проявляющего противовоспалительные свойства, было изложено в статье «Диарилоксазол и диалтиазолеалканоковые кислоты: две новые серии нестероидных противовоспалительных средств». Эта статья была опубликована в журнале «Nature» в 1968 году.
В 2015 году оксапрозин был одним из двадцати нестероидных противовоспалительных препаратов, включённых в клинические исследования для сравнения эффективности НПВП при краткосрочном лечении анкилозирующего спондилита (АС). Сравнение НПВП проводилось путём проведения рандомизированных исследований НПВП у пациентов с активным АС. Продолжительность эксперимента составляла 2-12 недель. Эффективность оценивалась по изменению оценки боли и изменению продолжительности утренней скованности. Всего было завершено 26 испытаний с 3410 участниками (в 58 % испытаний было менее 50 участников). В то время как все 20 НПВП уменьшали боль сильнее, чем плацебо, 15 оказались значительно лучше. Что касается снижения утренней скованности и вероятности нежелательных явлений, не было существенной разницы между НПВП. Из-за малого количества проведённых исследований и недостаточных доказательств ни один НПВП не может быть определён как наиболее эффективное средство для лечения АС. После эторикоксиба пациенты, принимавшие оксапрозин, испытывали меньше боли с малым количеством побочных эффектов, чем напроксен.

Синтез Оксапрозина

## Побочные эффекты
В октябре 2020 года Управление по санитарному надзору за качеством пищевых продуктов и медикаментов США (FDA) потребовало обновить этикетку для всех нестероидных противовоспалительных препаратов (НПВП), чтобы описать риск проблем с почками у нерожденных младенцев, которые приводят к низкому содержанию околоплодных вод. FDA рекомендуют избегать приема НПВП беременным женщинам на сроке 20 недель или позже.